# Orculella bulgarica
Orculella bulgarica es una especie de caracol terrestre diminuto perteneciente a la familia Orculidae.

## Descripción
Este caracol es bastante pequeño. Los machos miden alrededor de 3 centímetros y las hembras miden de 6 a 8 milímetros. El cuerpo es oscuro, el peristoma está engrosado; la concha es cílindrica y ovalada, de color pardo y cuenta con 8 vueltas hasta el ápice no regulares y marcadas.

## Hábitat y distribución.
Las poblaciones de esta especie están muy fragmentadas y aparecen en áreas muy reducidas. Se distribuye principalmente alrededor del Mediterráneo. En el este de las regiones mediterráneas se distribuye por Bulgaria, Armenia y Turquía, aunque su distribución en el este llega a alcanzar territorio ruso. Por el oeste se distribuye en España. Anteriormente se distribuía por la zona de Barcelona, Guadalajara, Soria, Almería y Granada. Aunque actualmente únicamente se distribuye por la Hoya del Guadix, en la provincia de Granada y solo se cuentan siete poblaciones. Esta especie habita en hábitats húmedos o encharcados tales como turberas, humedales y bosques de ribera.

## Amenazas
Los factores que amenazan esta especie están principalmente relacionados con la pérdida de su hábitat y la alteración de este, como sería el drenaje de medios acuáticos, la extracción de turba, el uso de biocidass, la limpieza y destrucción de la vegetación, quemas en carrizales, aterrazamientos, preparación de tierras para el cultivo, arado, etcétera. Otras de las amenazas relacionadas con el medio acuático son las alteraciones del cauce de estos con el fin de abastecer sistemas de riego.

## Conservación
Ya hay planes de conservación para caracoles terrestres que son llevados a cabo por la junta de Andalucía. Estos planes se concentran en las especies con mayor grado de amenaza en la península ibérica que son Orculella bulgarica y la chapa (Iberus gualtieranus gualtieranus)